# Heinrich Otto Wieland
Heinrich Otto Wieland (født 4. juni 1877 i Pforzheim, død 5. august 1957 i Starnberg) var en tysk kemiker. Han modtog Nobelprisen i kemi i 1927 for sit arbejde med galdesyre.

## Karriere
Han modtog sin doktorgrad i 1901 på München Universitet mens han studerede under Johannes Thiele. I 1904 færdiggjorde han sin habilitation og fortsatte derefter med at undervise på universiteten og fra 1907 blev han konsulent for Boehringer Ingelheim. I 1914 blev han lektor i organisk kemi og leder af den organiske afdeling på Statslaboratoriet i München. Fra 1917 til 1918 arbejdede Wieland på Kaiser Wilhelm Institut for Fysisk Kemi og Elektrokemi i Darlem, under ledelse af Fritz Haber som et alternativ til militærtjeneste. Her var han involveret i våbenforskning som f.eks. at finde nye syntetiske måder at fremstillet sennepsgas. Han er også krediteret for den første syntese af Adamsit.
Fra 1913 til 1921 arbejdede han på Technische Universität München. Herefter flyttede han til Freiburgs Universitet, hvor han efterfulgte Ludvig Gattermann. Her begyndte han at arbejde på tudsegift og galdesyre. Sammen med Boehringer Ingelheim arbejdede han på syntetiske stoffer som morfin og stryknin.
I 1925 efterfulgte Wieland Richard Willstätter som professor i kemi på München Universitet.
I 1941 isolerede Wieland toksinet Amanitin, der er det aktive stof i en grøn fluesvamp, der er en af verdens mest giftige svampe.
Wieland forsøgte med succes at beskytte folk, særlig jødiske studerende, som var bebyrdet af race efter Nürnberglovene. Studerende som blev smidt ud på baggrund af race kunne blive i Wielands gruppe som kemikere eller som "Gäste des Geheimrats". En af hans studerende, Hans Conrad Leipelt, blev dømt til døden efter at have indsamlet penge til Kurt Huber enke Clara Huber.

## Familie
Henrich Wielands far, Theodor Wieland (1846–1928) var farmaceut med en doktorgrad i kemi. Han ejede et guld og sølv raffinaderi i Pforzheim. Wieland var fætter til Helene Boehringer, der var gift med Albert Boehringer, som grundlage Boehringer Ingelheim. Fra 1915 til 1920 var han rådgiver for Boehringer Ingelheim og i løbet af denne periode etablerede han den første videnskabelige afdeling i firmæt.
Eva Wieland, Heinrich Wielands datter, blev gift med Feodor Lynen d. 14. maj 1937. Lynen studerede kemi under Heinrich fra 1930 til 1937 på München Universitet og modtog Nobelprisen i fysiologi eller medicin i 1964.

## Heinrich Wieland Prize
Siden 1964 er Heinrich Wieland Prize årligt blevet uddelt for at fremme forskning i kemi, biokemi, fysiologi og klinisk medicin af lipider eller relaterede stoffer. Prisen er blandt de mest anerkendte internationale videnskabspriser og har en succesfuld historie på mere end 40 år. Til dato er den blevet givet til 58 videnskabsfolk. Heinrich Wieland Prize er sponsoreret af Boehringer Ingelheim og gives af en uafhængig bestyrelse. 
1. ↑  Navnet er anført på engelsk og stammer fra Wikidata hvor navnet endnu ikke findes på dansk.
2. ↑  Navnet er anført på engelsk og stammer fra Wikidata hvor navnet endnu ikke findes på dansk.
3. ↑  Navnet er anført på engelsk og stammer fra Wikidata hvor navnet endnu ikke findes på dansk.